# Rundhaug
Rundhaug est une localité du comté de Troms, en Norvège.

## Géographie
Administrativement, Rundhaug fait partie de la kommune de Målselv.